# Jan Pech
Jan Pech (8 avril 1886-?) est un footballeur international bohémien, évoluant au poste de gardien de but.

## Biographie
Jan Pech honore sa première (et dernière) sélection avec l'équipe de Bohême et Moravie le 1er avril 1906 contre la Hongrie (1-1).